# Polska na Mistrzostwach Europy w Lekkoatletyce 1962
Polska na Mistrzostwach Europy w Lekkoatletyce 1962 – reprezentacja Polski podczas zawodów liczyła 50 zawodników, którzy zdobyli 13 medali, w tym trzy złote.

## Rezultaty

### Mężczyźni
- bieg na 100 metrów
  - Jerzy Juskowiak zajął 5. miejsce
  - Marian Foik zajął 6. miejsce
  - Andrzej Zieliński odpadł w półfinale
- bieg na 200 metrów
  - Marian Foik zajął 2. miejsce
  - Andrzej Zieliński odpadł w półfinale
  - Andrzej Karcz odpadł w eliminacjach
- bieg na 400 metrów
  - Andrzej Badeński zajął 6. miejsce
  - Jerzy Kowalski odpadł w półfinale
- bieg na 1500 metrów
  - Witold Baran zajął 2. miejsce
- bieg na 5000 metrów
  - Kazimierz Zimny zajął 2. miejsce
  - Lech Boguszewicz zajął 4. miejsce
- bieg na 10 000 metrów
  - Jerzy Mathias zajął 21. miejsce
- maraton
  - Stanisław Ożóg zajął 9. miejsce
- bieg na 110 metrów przez płotki
  - Edward Bugała odpadł w eliminacjach
- bieg na 400 metrów przez płotki
  - Zdzisław Kumiszcze odpadł w eliminacjach
- bieg na 3000 metrów z przeszkodami
  - Jerzy Chromik odpadł w eliminacjach
  - Zdzisław Krzyszkowiak odpadł w eliminacjach
  - Edward Motyl odpadł w eliminacjach
- sztafeta 4 × 100 metrów
  - Jerzy Juskowiak, Andrzej Zieliński, Zbigniew Syka i Marian Foik zajęli 2. miejsce
- sztafeta 4 × 400 metrów
  - Jerzy Kowalski, Andrzej Badeński, Stanisław Swatowski i Ireneusz Kluczek odpadli w eliminacjach
- chód na 20 kilometrów
  - Franciszek Szyszka zajął 8. miejsce
- skok wzwyż
  - Edward Czernik zajął 5. miejsce
  - Piotr Sobotta odpadł w kwalifikacjach
- skok o tyczce
  - Janusz Gronowski zajął 14. miejsce
- skok w dal
  - Waldemar Gawron zajął 5. miejsce
- trójskok
  - Józef Szmidt zajął 1. miejsce
  - Jan Jaskólski zajął 4. miejsce
- pchnięcie kulą
  - Alfred Sosgórnik zajął 3. miejsce
  - Władysław Komar zajął 4. miejsce
  - Eugeniusz Kwiatkowski zajął 13. miejsce
- rzut dyskiem
  - Edmund Piątkowski zajął 4. miejsce
  - Zenon Begier odpadł w kwalifikacjach
- rzut młotem
  - Olgierd Ciepły zajął 5. miejsce
  - Tadeusz Rut zajął 8. miejsce
  - Rajmund Niwiński odpadł w kwalifikacjach
- rzut oszczepem
  - Władysław Nikiciuk zajął 3. miejsce
  - Marian Machowina zajął 4. miejsce
  - Janusz Sidło zajął 7. miejsce

### Kobiety
- bieg na 100 metrów
  - Teresa Ciepły zajęła 3. miejsce
  - Elżbieta Szyroka zajęła 6. miejsce
  - Halina Górecka odpadła w półfinale
- bieg na 200 metrów
  - Barbara Sobotta zajęła 3. miejsce
  - Elżbieta Szyroka odpadła w półfinale
- bieg na 400 metrów
  - Janina Hase odpadła w półfinale
- bieg na 800 metrów
  - Krystyna Nowakowska zajęła 5. miejsce
- bieg na 80 metrów przez płotki
  - Teresa Ciepły zajęła 1. miejsce
  - Maria Piątkowska zajęła 3.-4. miejsce
  - Halina Krzyżańska odpadła w półfinale
- sztafeta 4 × 100 metrów
  - Teresa Ciepły, Barbara Sobotta, Elżbieta Szyroka i Maria Piątkowska zajęły 1. miejsce
- skok wzwyż
  - Jarosława Bieda zajęła 7. miejsce
- skok w dal
  - Elżbieta Krzesińska zajęła 2. miejsce
  - Halina Krzyżańska odpadła w kwalifikacjach
- pchnięcie kulą
  - Stefania Kiewłen zajęła 11. miejsce
- rzut dyskiem
  - Kazimiera Rykowska zajęła 9. miejsce
  - Zyta Mojek zajęła 11. miejsce